# Voleibolni Klub Chimik
Voleibolni Klub Chimik [(em ucraniano) Хімік (волейбольний клуб, Южне)] mais conhecido como  Khimik Yuzhny é um clube de voleibol feminino ucraniano fundado no ano de 2001 em Yuzhne.

## Histórico
Foi fundado em 2001 como SDJUŠOR-Chimik, passando a utilizar o nome atual após um ano de atividade; permaneceu nas categorias inferiores por duas temporadas e chegou a elite pela primeira vez na temporada 2003-04, sendo rebaixado e alcançando novamente e a promoção e outra vez rebaixamento, disputando apenas com elenco das categorias de base e em 2009 retorna a elite nacional, finalizando na sexta posição na jornada 2009-10, estreando também na Challenge Cup.

## Títulos

### Nacionais
- Campeonato Ucraniano: 9

2010-11, 2011-12, 2012-13, 2013-14, 2014-15, 2015-16, 2016-17, 2017-18, 2018-19
- Copa da Ucrânia:  6

2013-14, 2014-15, 2015-16, 2016-17, 2017-18, 2018-19
- Supercopa da Ucrânia:  4

2016, 2017, 2018, 2019

### Internacionais
- CEV Champions League: 0